# Tulasnella helicospora
Tulasnella helicospora é uma espécie de fungo pertencente à família Tulasnellaceae.